# Georfans
Georfans is een plaats en voormalige gemeente in het Franse departement Haute-Saône in de regio Bourgogne-Franche-Comté en telt 62 inwoners (2011). De plaats maakt deel uit van het arrondissement Lure.

## Gechiedenis
Op 1 januari 2025 fuseerde Georfans met de gemeenten Courchaton en Vellechevreux-et-Courbenans tot de commune nouvelle Belles-Fontaines.

## Geografie
De oppervlakte van Georfans bedraagt 3,0 km², de bevolkingsdichtheid is dus 20,7 inwoners per km².
De onderstaande kaart toont de ligging van Georfans met de belangrijkste infrastructuur en aangrenzende gemeenten.

## Demografie
Onderstaande figuur toont het verloop van het inwonertal.